# Sörman-skylten

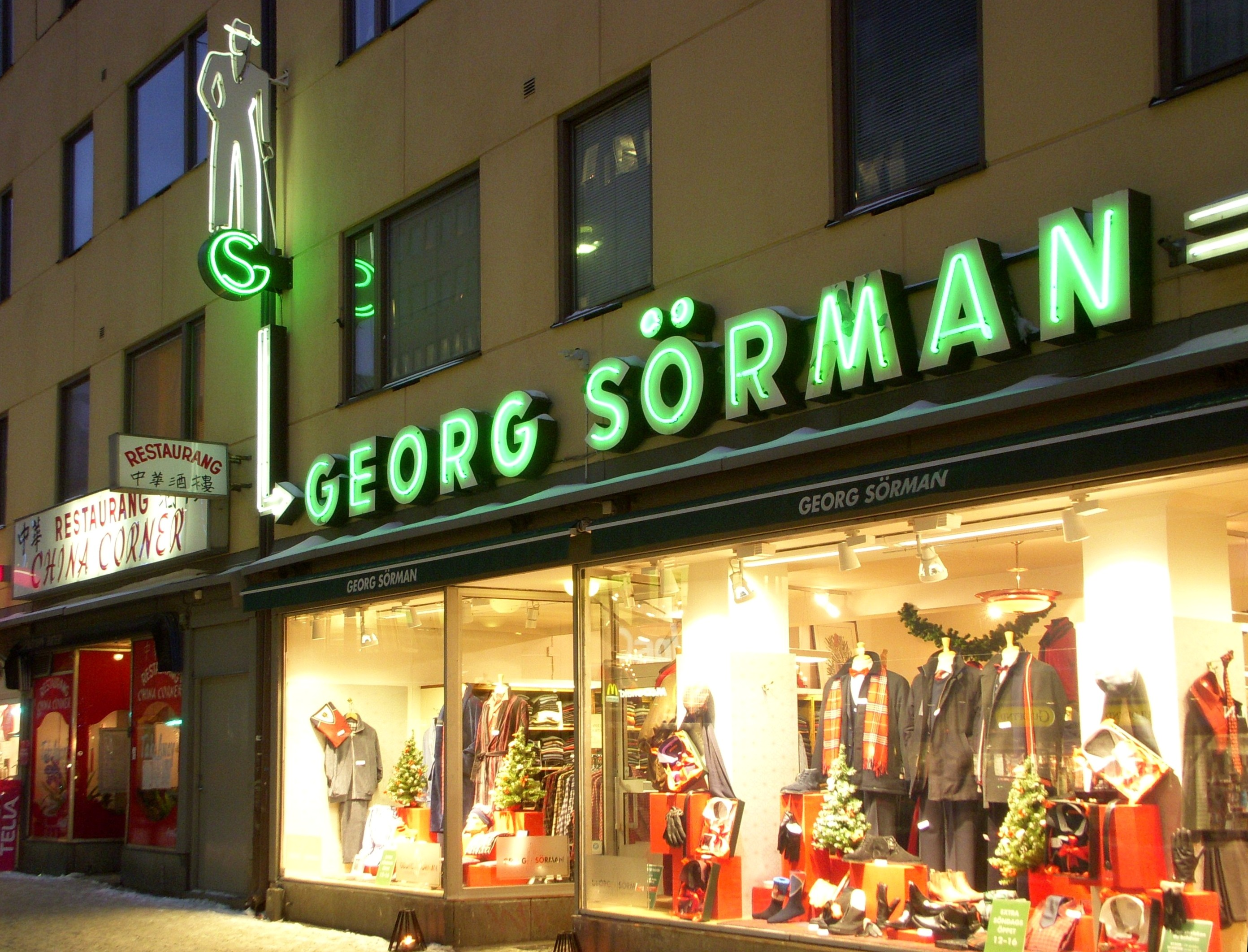
Sörmans neonreklam.

Sörman-skylten var en ljusreklam för herrekiperingsaffären Georg Sörman vid Sankt Eriksgatan 41 på Kungsholmen i Stockholm. Neonreklamen hör till Stockholms skyltklassiker. Den beställdes till affären 1937 och 1939 och fick pris 1998. Efter nedläggningen av Georg Sörman den 23e December 2021 så togs skylten ner. 

## Historik

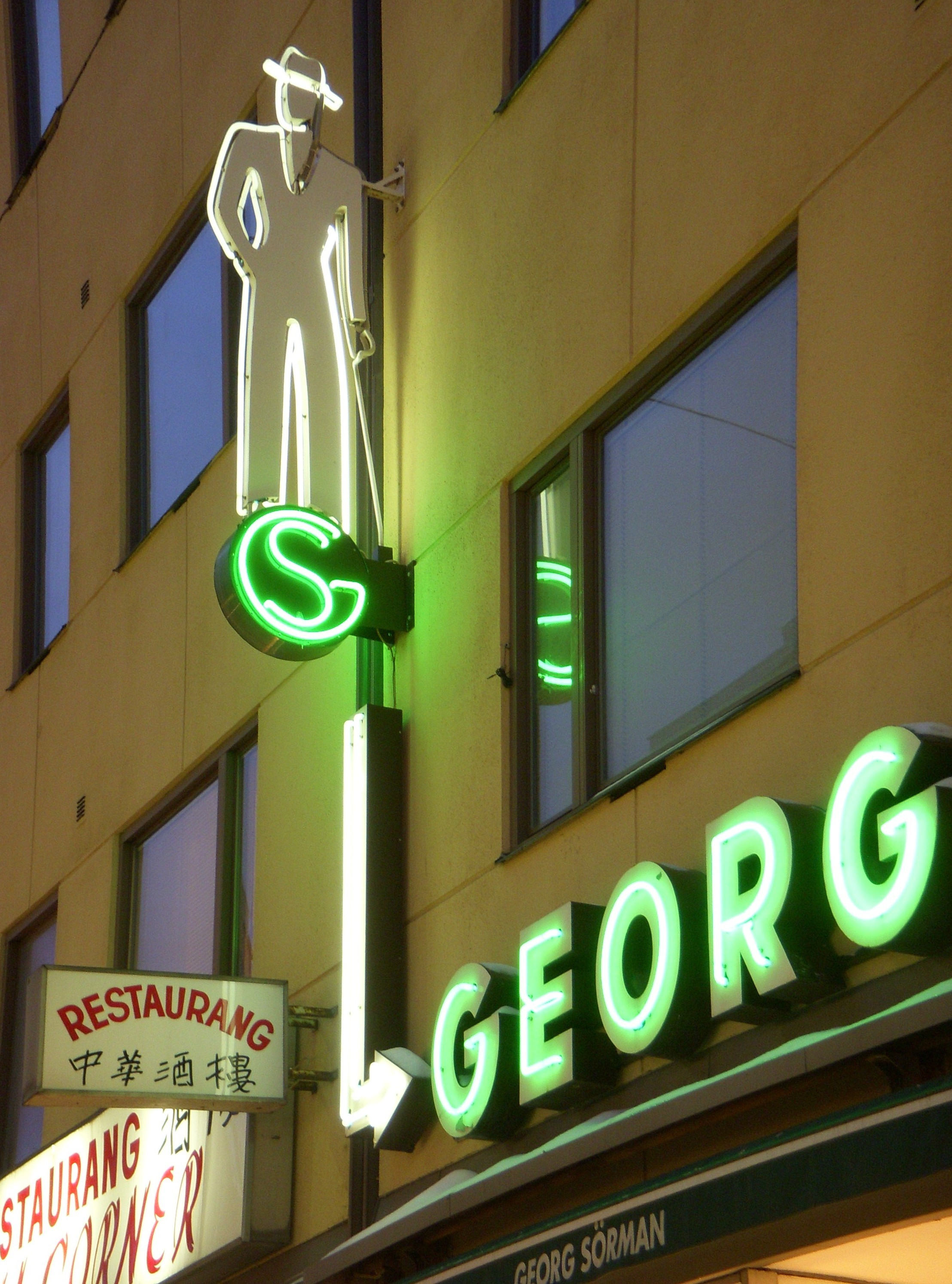
Sörman-herren 2010.

Skylten tillverkades av Grahams Neon, en avdelning på hissfirman Graham Brothers som hade en fabrik på Kungsholmen i hörnet Garvargatan/Kungsholmstorg. Skylten är utformad som en utstående skylt och visar en elegant herre med käpp utförd i vitlysande neonrör. Han står på företagets sammanvävda initialer "G" och "S" i grön neon och ser ut över Sankt Eriksgatan. En bred vitlysande pil pekar ner mot företagets namn. Över butikens entré och skyltfönster står hela namnet "Georg Sörman" i grönlysande neonbokstäver. Neonskylten blev med tiden mycket omtyckt och populär. 
Under Stockholms år som kulturhuvudstad 1998 instiftade stadsbyggnadsnämnden priset Årets skylt, som delas ut av Stockholms stad och Ljusreklamförbundet. Hedersomnämnandet gick då till Georg Sörmans skylt med motiveringen: "Den för generationer av Stockholmare välkända Sörmanmannen, har i 60 år berikat det nattliga stadsrummet. I sin strama elegans framstår han som en skyltarnas Oscar. Ett självklart val som symbol för årets skylt". Priset överlämnades av neonkonstruktörernas "grand old man" Ruben Morne.